# Janusz Faryś
Janusz Faryś (ur. 13 kwietnia 1939 w Maleni) – polski historyk, profesor doktor habilitowany, badacz dwudziestolecia międzywojennego, specjalista w zakresie historii najnowszej Polski oraz historii wojskowości.

## Życiorys
W 1962 ukończył studia na Wydziale Filozoficzno-Historycznym Uniwersytetu im. Adama Mickiewicza w Poznaniu, gdzie w 1970 obronił rozprawę doktorską Stanowisko polskich ugrupowań politycznych wobec Francji 1918–1926 pod kierunkiem prof. Janusza Pajewskiego.
W 1979 habilitował się w Instytucie Historii Uniwersytetu im. Adama Mickiewicza na podstawie pracy Stanowisko polskich legalnych ugrupowań politycznych wobec polityki II Rzeczypospolitej 1918–1939.
1 lipca 1981 otrzymał stanowisko kierownika Zakładu Historii Polski i Powszechnej XIX wieku. Od 1985 związany jest z Uniwersytetem Szczecińskim, gdzie pełnił funkcje: wicedyrektora Instytutu Historii (1989–1990), prorektora ds. organizacji i rozwoju (1990–1993), prorektora ds. kształcenia (1993–1996), dyrektora Instytutu Historii (1997–2002).
W 1992 uzyskał tytuł profesora nauk humanistycznych. W lutym 1995 roku został mianowany profesorem zwyczajnym w Uniwersytecie Szczecińskim.
Obecnie pracuje w Akademii im. Jakuba z Paradyża w Gorzowie Wielkopolskim, gdzie pełnił funkcję prorektora i dyrektora Instytutu Humanistycznego.
Jest członkiem Komitetu Nauk Historycznych Polskiej Akademii Nauk. Należy do Szczecińskiego Towarzystwa Naukowego i Polskiego Towarzystwa Naukowego. Od 2013 członek honorowy Polskiego Towarzystwa Historycznego.
W 2003 został odznaczony Krzyżem Oficerskim Orderu Odrodzenia Polski.